# Даки

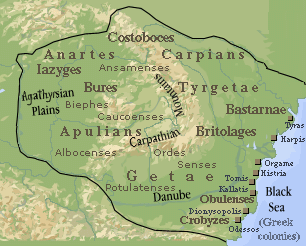
Держава даків під час правління Буребісти, 82 до н. е.

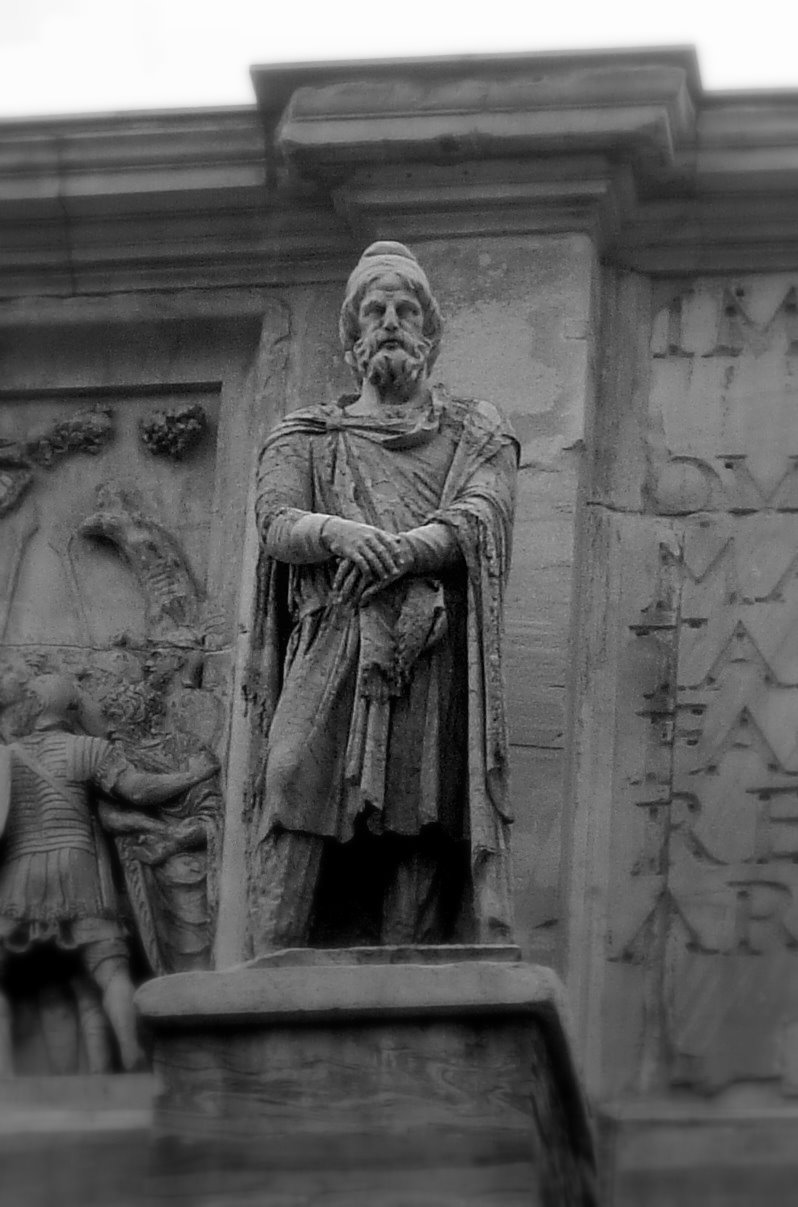
Мармурова статуя дакійського воїна, яка увінчує Арку Костянтина в Римі.

Да́ки — гілка фракійського народу. Центральною областю розселення даків було плоскогір'я, що носить історичну назву Трансильванія (центральна Румунія, Молдова), обмежене з півдня і сходу пасмом Карпатських гір, однак племена даків поширилися і далеко на північний захід, у сучасні східні частини Угорщини і Словаччини, частини заходу і півдня України, сходу Сербії, півночі Болгарії, півдня Польщі.

## Ім'я даків та їх походження
У давньогрецьких писаннях даки були відомі під назвою гети, тоді як у римлян вони вже з'являються під новою назвою даки — лат. Dacus (у множині Daci) або під старою назвою гети. Греки використовували форми Δάκοι «Dakoi» (Страбон, Діон Кассій, і Діоскорид) та Δάοι «Daoi» (однина Daos). Даки з V століття до н. е. згідно Страбону, спочатку називали себе Daoi. Гесихій Александрійський (Hesychius) писав, що daos — фригійська назва вовка. Імена даків та дахів нагадують прото-індо-європейський корень «dhau», який означає «душити» і / або евфемізм «вовк». (Точно так само массагети, північні сусіди дахів, часто були пов'язані з гетами, племенем, пов'язаним з даками.)
Мірча Еліаде пропонує три гіпотези походження етнічного імені даків від слова вовк:
1. завдяки відвазі та лютості юнаків під час проходження військового обряду ініціації їх ритуальний епітет — вовки — був перенесений на все плем'я;
2. ритуальне ім'я прийдешніх завойовників, які сформували військову аристократію, було прийнято місцевими жителями.
3. заснована на шаманській практиці — можливості ритуального перетворення на вовка.

Слід зазначити, що друга гіпотеза знаходить розвиток у версії проникнення у Північне Причорномор'я, а потім далі на захід на територію Трансильванії, частини кочових сарматських племен, що раніше входили в відомий історикам племінний союз дахів. Що добре корелює за часом з появою на північ від Дунаю інших сарматських груп, зокрема, також відомих з часів античності язигів. У такому випадку механізм виникнення етносу «даки» виявляється подібним з тим, за яким в епоху раннього середньовіччя сформувався етнос болгар. Яка з гіпотез не була б вірною, даки пов'язували поняття вовка і війни, тому що на їхніх прапорах було зображення вовка.

## Історія та культура
У латенському періоді у Трансильванії розцвіла багата культура, почасти заснована на кочовій скотарській культурі скіфів північного Причорномор'я, але також зобов'язана своїм походженням сильному і тривалому впливові кельтів, міграції яких охопили настільки великі простори в IV і III ст. до н. е. Землі були придатні як для рільництва, так і для скотарства, тут добре ріс виноград, а гори буяли мінералами. Виготовлені місцевими ремісниками золоті прикраси і залізні інструменти свідчать про їхню високу майстерність. Крім того, тут, як показують численні знахідки монет, відбувався інтенсивний обмін товарами з грецькими колоніями узбережжя Чорного моря. Згодом дакійські вожді звели на відрогах Карпат могутні фортеці (вони були детально обстежені румунськими археологами) і зосередили у своїх руках значні багатства, оббираючи землеробське населення й обкладаючи його даниною.
Близько 60 до н. е. кілька племен об'єдналися під владою Буребісти, що поширив своє панування на велику територію, нападав на кельтів, що жили в Паннонії на захід від Дунаю, і загрожував грецьким колоніям. Гай Юлій Цезар у 44 до н. е., незадовго до своєї смерті, планував експедицію в Дакію, але незабаром після цього Буребіста був убитий, і даки розпалися на чотири або п'ять окремих утворень. Октавіан Август, що зробив Дунай кордоном Римської імперії, змусив даків визнати римське верховенство, але імператори, що правили після нього, були не в змозі реально контролювати область по ту сторону річки. Даки перетворилися на серйозну проблему, коли вони знову об'єдналися під владою діяльного царя Децебала. Після кампаній, що мали мінливий успіх (більші ускладнення виникли, зокрема, у зв'язку з відкладенням римських союзників на захід від Дакії), імператор Доміціан (правив у 81-96 н. е.) задовольнився укладанням миру з Децебалом. Траян (правив у 98-117) анулював мирний договір і вторгнувся в Дакію. У результаті двох кровопролитних війн (101—102 і 105—106) він перетворив її на римську провінцію (ці війни увічнені в зображеннях на колоні Траяна в Римі).

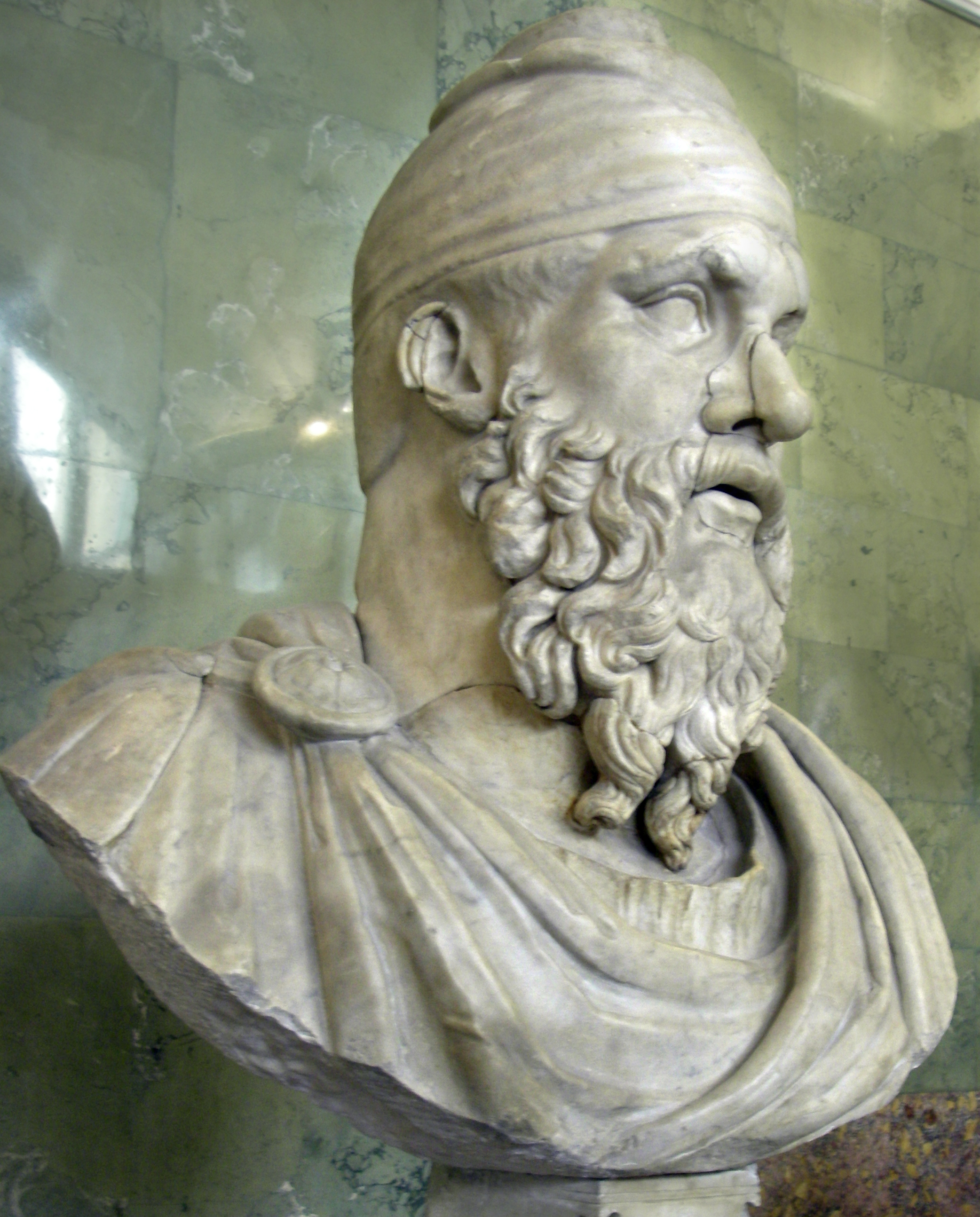
Голова дака, фрагмент монументальної статуї полоненого із форума Траяна в Римі (Ермітаж)

Римська Дакія, немов бастіон, видавалася в рівнинні області, контролюючи народи по ту й іншу сторону. При цьому вона була уразлива для вторгнень з півночі та через легкодоступні перевали східних Карпат. Пересування племен у Центральній Європі, кульмінацією яких з'явилися початі римським імператором Марком Аврелієм (161—180) війни проти германського племені маркоманів, природно, відбилися і на Дакії. Наростала непевність, а хаосу, що запанував в імперії з середини III ст., ця римська провінція не пережила. Останній крок зробив імператор Авреліан, близько 270 р., який наказав евакуювати провінцію. Щоб зберегти назву «Дакія», до півдня від Дунаю (на північно-заході сучасної Болгарії) були створені дві провінції — Дакія Прибережна і Дакія Внутрішня.
Коли Траян приєднав Дакію, він переселив сюди нових жителів з багатьох інших областей, заселивши ними, зокрема, міста Сармізегетузу й Апулум. Згодом тут були закладені й інші міста, тож Дакія дотримувалася звичайних зразків високорозвиненої імперської цивілізації.